# Bøddel
En bøddel (eller mestermand) er den, der fuldbyrder den straf, som er idømt af domstolene. Han udfører dødsdomme eller henrettelser, pryglestraffe, brændemærkning, fængsling og fordrivelse af de dømte. 
Bøddelhvervet i Danmark blev ofte varetaget af tyske bøddelfamilier eller en uærlig mand som en dødsdømt, der ved at påtage sig bøddelhvervet, reddede sit eget liv. 
Ordet bøddel stammer fra plattysk 'bodel', jfr. det tyske ord 'büttel', fangevogter.
Bødlen var ofte en udstødt i samme kategori som rakkere og natmænd, omend han var offentligt ansat og til tider velbetalt. Aflønningen skete efter tarif: to mark og en skilling for 'et øre at afhugge' eller ti mark for 'at halshugge, partere og lægge på hjul og stejle'.
I enkelte danske byer måtte bødlen bære en skamsdragt, så alle kunne se, hvem han var. Hans erhverv var urent, fordi han skulle omgås tyve og røvere, et tabu der endda ramte fængselsbetjente i begyndelsen af 1900-tallet. 
Bøddelhvervet var en selvstændig stilling. Bøddelen havde ofte hjælpere, der hjalp med radbrækning og andet uærligt arbejde. 
I Frankrig var der en officiel bøddel indtil dødstraffens afskaffelse i 1981. (Frankrigs sidste henrettelse foregik ved guillotine i 1977). 
Natmændene hed sådan, da de tømte byens lokumsspande om natten og rakkeren samlede selvdøde husdyr sammen og flåede dem.

## Eksterne henvisniner
- Wikimedia Commons har flere filer relateret til Bøddel

| Job | Spire Denne artikel om et job eller en stillingsbetegnelse er en spire som bør udbygges. Du er velkommen til at hjælpe Wikipedia ved at udvide den. |